# 超風
超風是捷克的唱片品牌，所出版的項目橫跨藝術音樂、通俗音樂，對捷克與斯洛伐克作曲家及作品尤其支持。

## 沿革
「超風」一名於1932年首次被註冊商標，作為當時極風（Ultraphon）公司對國外出口唱片所使用的品牌標籤。二戰之後，極風公司被收歸國有，改名為「留聲機工廠」（Gramofonové závody）。1961年稱留聲機工廠-超風，1969年起改用現名。
在捷克斯洛伐克時期，超風是三家國有唱片公司之一。

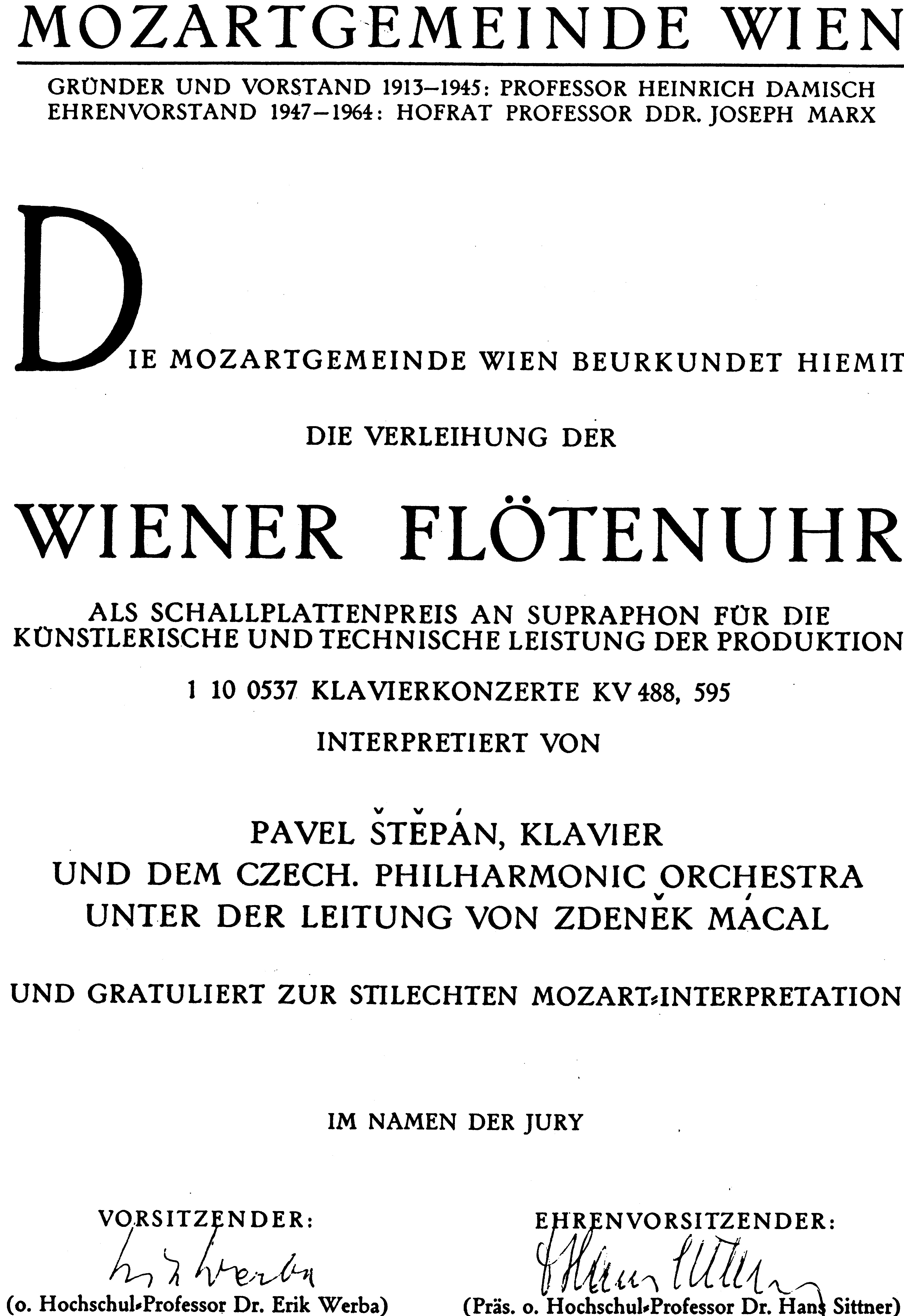
维也纳浮雕，1971年

至2013年1月止，超風是華納音樂集團的捷克官方經銷商。之後，他們也收購了EMI的捷克支部，改組成為華納自身的捷克分支。
2025年1月，索尼音樂娛樂宣布併購超風。

## 出版項目
藝術音樂領域重要的作曲家，包括：贝多伊齐·斯美塔那、安东宁·德沃夏克、莱奥什·雅纳切克、博胡斯拉夫·馬爾蒂努與扬·迪斯马斯·泽伦卡等，作品皆經由超風的推動而擁有各自的錄音全集。這是超風品牌最有價值的作品之一，集合了國內外重要的獨奏音樂家、室內樂團體、管弦樂團與指揮者等，這些錄音不論是歷史意義，或是商業考量，都相當值得關注。此外幾位重要捷克指揮如瓦茨拉夫·塔利許、卡雷爾·安切爾、 卡雷爾·謝伊納、 瓦茨拉夫·諾伊曼等人，他們與捷克愛樂樂團的音樂合作，也是經由超風而得以保存下來。
近代音樂家方面，超風與帕菲爾．哈斯弦樂四重奏、指揮吉里·贝洛拉维克以及查爾斯·馬克拉斯密切合作。
超風自1958年開始採用立體聲規格錄音，1961年起才開始以此規格發行專輯。超風也在1970年代推出過四聲道（SQ系統）黑膠錄音。
超風自1981年起錄音數位化，並於1984年在日本製造了第一批數位CD專輯。1987年起以CD形式販售流行音樂錄音。

## 外部連結
- 官方网站
- Supraphonline （页面存档备份，存于）
- 超風在Discogs上的作品集